# Ana María Peláez
Ana María Peláez (Madrid, 1974) es una periodista española especializada en cultura, y economía. 
Desde 2013 es la directora del programa de TVE "Imprescindibles". El programa ha recibido numerosos galardones internacionales, y en el año 2019 el Premio Nacional de Televisión.

## Trayectoria
Licenciada en Ciencias de la Información en 1997 en la Escuela Universitaria CEU, de la Universidad CEU San Pablo de Madrid.
Comenzó su trayectoria profesional en la radio, pasando por Radio Nacional, Radio Intercontinental, Radio España, y otras emisoras locales de Madrid
Empezó a trabajar en TVE, en 1997, tras su paso por los Servicios Informativos en el centro territorial de Castilla-La Mancha, en el programa Agrosfera. Se especializó allí en información económica, temas agrarios y alimentación.

En el año 2000 fue contratada como asesora de comunicación en España por la FAO (Agencia de Naciones Unidas para la Alimentación), tareas que simultanéa con sus otras responsabilidades profesionales hasta el año 2007.
En 2007 comienza a trabajar en cultura, con la realización de documentales de media hora para el espacio de La 2, "La Aventura del Saber".
En 2009, asume la dirección del programa "Los Oficios de la Cultura" primero para Canal Cultura (RTVE) y después, desde el año 2010, en La 2.
En noviembre de 2013, se incorpora a la dirección del espacio "Imprescindibles" de La 2 de TVE. 
En mayo de 2019 el programa recibió el Premio Nacional de Televisión

## Premios y reconocimientos
- 2015 "Gervasio Sanchez, testigo de guerra". Delfín de oro al mejor Docudrama en los Cannes Corporate Media Tv Awards.
- 2016 "Rafael Guastavino, El arquitecto de Nueva York". Delfín de oro en la categoría de Documentales de  Historia y Civilización en los Cannes Corporate Media TV Awards.[5]
- 2017 "Rafael Guastavino, El arquitecto de Nueva York". Medalla de bronce en el Festival Internacional de Cine y Televisión de Nueva York. Biografías.
- 2017 "Sinfonia de Estrellas, Carme Ruscalleda". Medalla de bronce en el Festival Internacional de Cine y Televisión de Nueva York. Programas de Cocina.
- 2017 "Sinfonía de Estrellas, Carme Ruscalleda". Globo de oro en el World Media Festival Hamburgo.
- 2017 "Michael Camilo, Todos los colores del piano". Globo de plata en el World Media Festival Hamburgo.
- 2018 "Joaquín Sorolla: Los viajes de la luz". Medalla de bronce en el Festival Internacional de Cine y Televisión de Nueva York. Biografías.
- 2018 "El extraño caso de Gonzalo Suárez". Globo de plata en el World Media Festival Hamburgo.
- 2019 "Perico Chicote, El barman de la estrellas". Premio del público en el festival Alive Doc de Los Ángeles.
- 2019 Premio Nacional de Televisión. finalistas Premios Iris Mejor programa de televisión